# دياني كينغستون
دياني كينغستون (بالإنجليزية: Diane Kingston)‏ هي ناشطة حقوق الإنسان بريطانية، ولدت في 4 أكتوبر 1966.